# 주주 (베냉)

주 주

주주(프랑스어: Zou)는 베냉 남부에 위치한 주로, 주도는 아보메이며 면적은 5,106km2, 인구는 851,623명(2013년 기준)이다. 북쪽으로는 콜린주, 동쪽으로는 플라토주, 남쪽으로는 우에메주와 아틀랑티크주, 서쪽으로는 쿠포주와 접하며 북서쪽으로는 토고와 국경을 맞대고 있다.
1999년 주주 북부가 콜리네주로 분리되어 신설되었다. 9개 지방 자치체(아보메, 아그방니준, 보이콩, 코베, 지자, 우이니, 자크포타, 장나나도, 조그보도메이)를 관할한다.